# دایسوکه شیموته
دایسوکه شیموته (انگلیسی: Daisuke Shimote؛ زادهٔ ۱۳ ژوئن ۱۹۷۶) کارگردان فیلم، و فیلم‌نامه‌نویس اهل ژاپن است.